# IC 222
IC 222 је спирална галаксија у сазвјежђу Ован која се налази на листи објеката дубоког неба у Индекс каталогу.
Деклинација објекта је + 11° 38' 19" а ректасцензија 2h 22m 47,9s. Привидна величина (магнитуда) објекта IC 222 износи 14,5 а фотографска магнитуда 15,2. IC 222 је још познат и под ознакама MCG 2-7-4, CGCG 439-3, PGC 9036.